# Teodoro Izquierdo Alcaide
Teodoro Izquierdo Alcaide (Llíria, 1867 - 1923) fou un advocat i polític valencià, diputat a les Corts Espanyoles durant la restauració borbònica.

## Biografia
Era germà del també polític Juan Izquierdo Alcaide. Llicenciat en dret per la Universitat de València, dirigí el diari El Noticiero. Membre del Partit Liberal, el 1898 fou elegit diputat provincial per Sagunt i el 1901 pels Serrans. Fou diputat pel districte de Llíria a les eleccions generals espanyoles de 1905. Posteriorment fou governador civil de la província de Castelló el 1913-1914 i el 1916-1918.